# Filosofía romántica

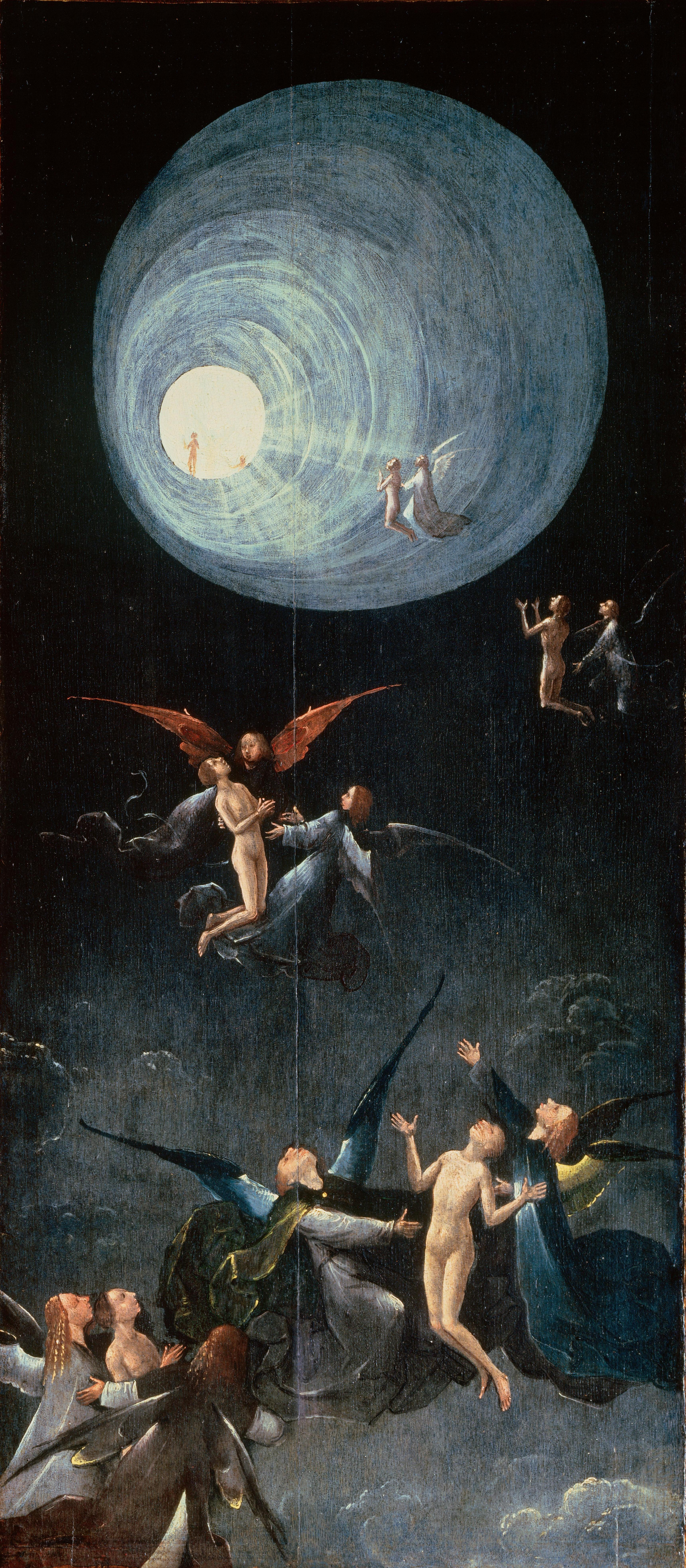
«Sólo el autoconocimiento, este descenso a los infiernos, nos abre el camino de la divinización» —Johann Georg Hamann.

La filosofía romántica, o romanticismo filosófico, fue una corriente de pensamiento que apareció a finales del siglo XVIII en relación con el romanticismo alemán. Este movimiento, a la vez cultural, intelectual y religioso, tenía como objetivo captar la realidad dentro de formas de expresión artísticas y simbólicas. Frente al racionalismo, la filosofía romántica valora la sensibilidad y la imaginación, vistas como auténticos acercamientos a la verdad. Se basa esencialmente en la analogía y desarrolla el pensamiento simbólico, buscando el significado profundo de las cosas y de las actividades humanas en el trasfondo inconsciente e irracional de la mente.
Los filósofos románticos postulan una unidad esencial entre el espíritu del hombre y la naturaleza, manteniendo que el hombre y la naturaleza hacen causa común en el desarrollo gradual de una realidad única: el «ser» o la «vida». Tratan de encontrar en las profundidades del espíritu humano las huellas de esta unidad, fundada según ellos en el «pacto primero» o la unión original entre el hombre y la totalidad en la que reside. Trabajando en la «reinstalación» de la humanidad en el «todo», o lo divino, elaboran un pensamiento de carácter esotérico que debe permitir restablecer los vínculos originales que existían entre el hombre y el mundo antes de su corrupción.
Se habla de revolución romántica en la filosofía para designar la renovación de la reflexión filosófica que tuvo lugar en Europa, principalmente en Alemania, a raíz del nacimiento del romanticismo artístico. Al situar el arte, y en particular la poesía, en el corazón mismo de la filosofía, el romanticismo las convirtió en el paradigma de la actividad intelectual y espiritual, pero también extendió su reinado a las ciencias naturales. Los románticos consideran la naturaleza como una obra de arte en sí misma, como un poema cargado de significados ocultos por descifrar.

## Panorama histórico

### El origen filosófico del romanticismo
Diversas corrientes filosóficas y espirituales prepararon el florecimiento del romanticismo filosófico a fines del siglo XVIII. El neoplatonismo del Renacimiento italiano y alemán ya había introducido algunas de las ideas fundamentales que serían comunes a la mayoría de los filósofos románticos. Estudiosos más o menos esotéricos como Enrique Cornelio Agripa de Nettesheim, Paracelso, Johannes Kepler, Jan Baptista van Helmont, Jakob Böhme y filósofos de tradición neoplatónica como Nicolás de Cusa o Giordano Bruno, afirmaban que el universo era un ser vivo dotado de un alma. Una identidad esencial conecta en esta tradición a todos los seres particulares, que no son más que emanaciones del todo. Todas las manifestaciones de la vida se rigen por una relación de universal de «simpatía», lo que explica la creencia de la mayoría de los pensadores del Renacimiento en la magia.

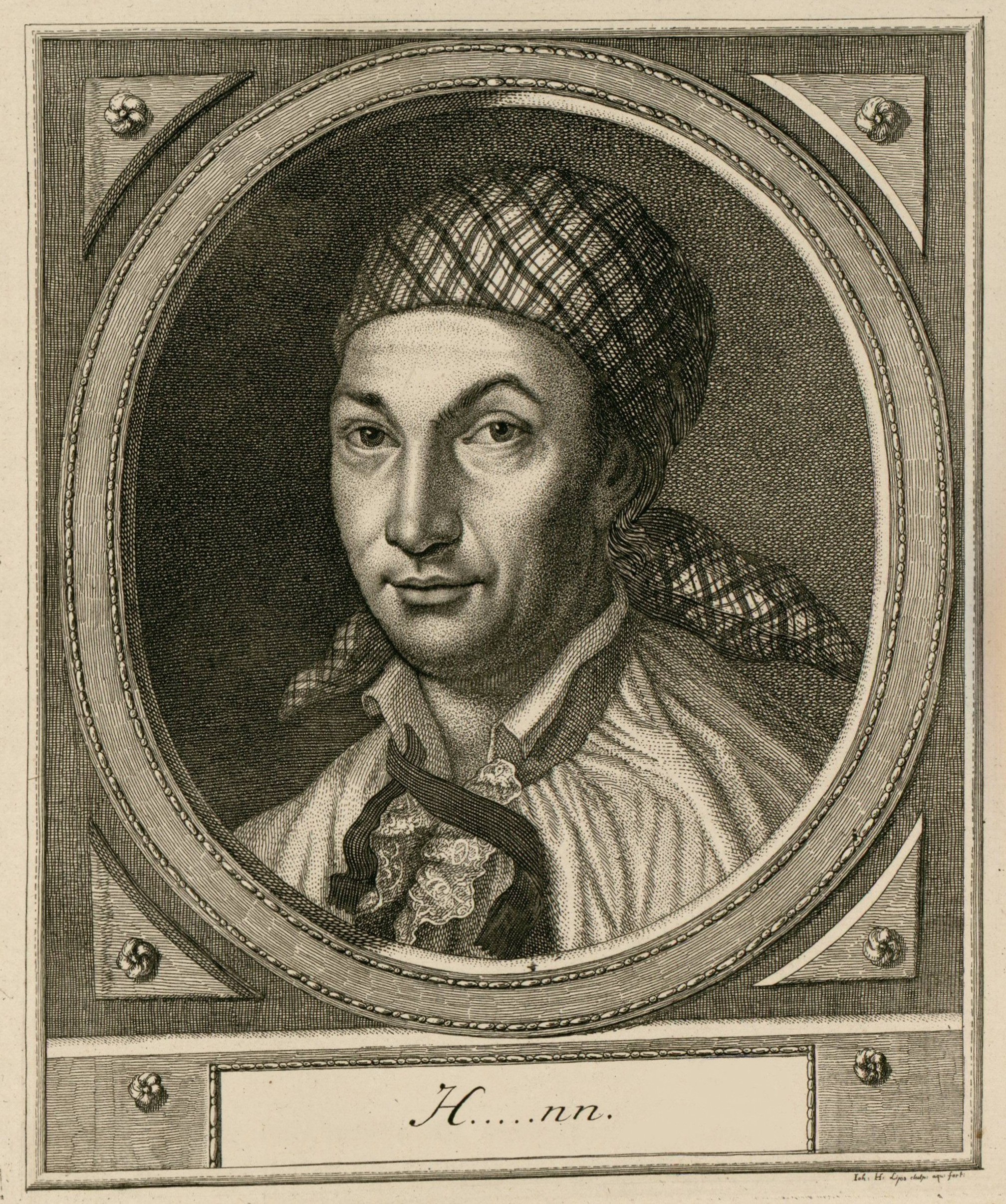
Johann Georg Hamann, precursor del romanticismo «místico».

A estas ideas se añadieron posteriormente, en los siglos XVII y XVIII, ciertos mitos destinados a explicar el origen del mal, siendo el principal el de la caída del hombre, que sería retomado por los filósofos románticos por mediación del filósofo y teósofo Louis-Claude de Saint-Martin. Éste considera que la materia nació de la caída, y que si el hombre logra volver a descender a sí mismo, al fondo de su mente, hasta que pueda volver a apoderarse de los gérmenes de la unidad original que allí arden sin llama, efectuará su propia reintegración en Dios, reintegrando así a toda la creación. Es solo de esta manera introspectiva que la naturaleza misma puede ser «salvada».
Influenciado por las ideas de Saint-Martin, Johann Georg Hamann ve en la caída la razón de la división actual del hombre y la naturaleza, pero también del hecho de que la naturaleza ya no es para nosotros sino un «poema desordenado» (disjecta membra poetae). Según él, corresponde al erudito reunir los fragmentos dispersos, al filósofo explicarlos, al poeta solo reconstituir su unidad. Nadie más que el poeta puede, según Hamann, encontrar la«lengua angelical», un discurso perfecto donde se funden el símbolo visible y la realidad que expresa. La imaginación poética se convierte así en la más alta y profunda actividad espiritual a la vez, y la naturaleza, en un conjunto de significados ocultos a redescubrir por este camino.

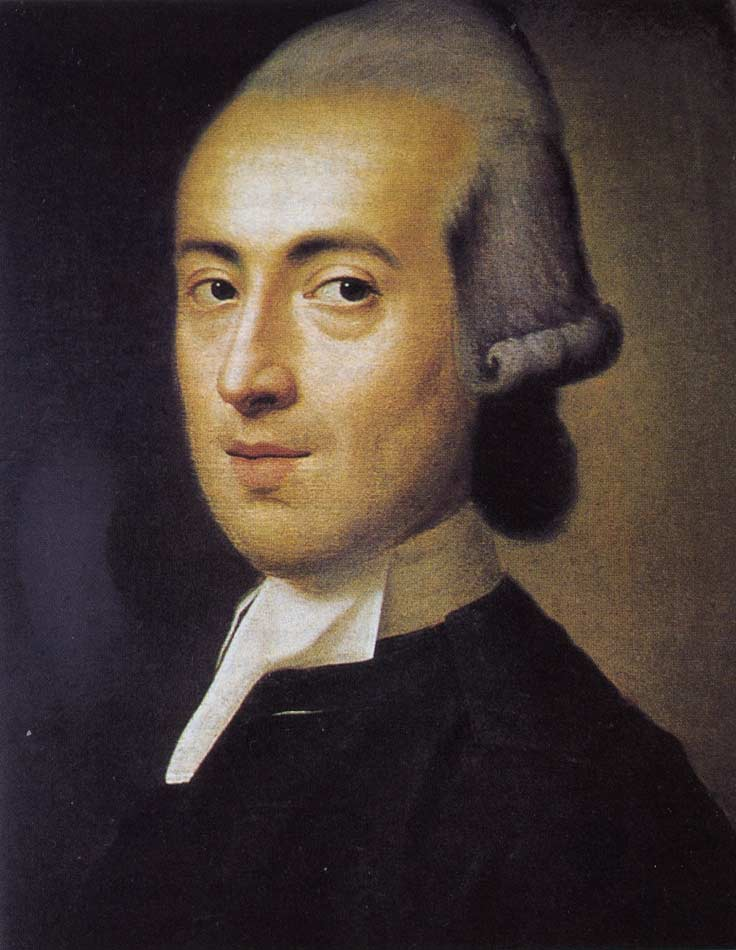
Johann Gottfried von Herder en 1775, por Johann Ludwig Strecker.

Es de Hamann que el filósofo prerromántico Johann Gottfried von Herder toma prestada la idea del «simbolismo universal» (el mundo es un conjunto de significados simbólicos) y la del organismo cósmico. La contribución más original de Herder al surgimiento del romanticismo filosófico radica en su concepción dinámica y vitalista de la naturaleza. Introduce la idea del continuo progreso y evolución dentro de la propia naturaleza, a la que considera habitada por un «principio de vida» y una «fuerza dinámica». Afirma además que la razón es insuficiente para captar la naturaleza porque esta última está propiamente viva.
Sin embargo, la concepción romántica del mundo sólo adquiere todo su sentido si se sitúa en el marco del cuestionamiento filosófico de finales del siglo XVIII en Alemania. La filosofía crítica de Kant parecía entonces haber desacreditado definitivamente el discurso metafísico y su pretensión de alcanzar lo absoluto, o la cosa en sí. Al discurso filosófico se le negó así la posibilidad de presentar el ser en su verdad y se le condenó a proporcionar sólo las condiciones a priori del mundo fenoménico. La gran innovación teórica del romanticismo reside precisamente en la afirmación de que lo prohibido a la filosofía, la presentación o revelación del ser en su verdad esencial, constituye la definición misma del arte. Lo que era imposible de lograr en el campo de la filosofía por su discursividad lógica, se vuelve entonces posible de lograr en el arte en virtud de su modo simbólico de presentación, a través del cual el ser se intuye estéticamente. Esta revelación del ser en la representación artística debe hacernos redescubrir la unidad profunda de espíritu y naturaleza, sujeto y objeto, esencia y fenómeno. En adelante, la ontología romántica se fusiona con un filosofía estética cuya ambición es propiamente metafísica.

### La cuestión de la unidad del romanticismo
Existe un debate sobre la posibilidad de identificar algunos rasgos comunes para poder hablar de la unidad del romanticismo. Este debate se ha centrado principalmente en torno al romanticismo literario, pero sus apuestas también se aplican al romanticismo filosófico. El filósofo e historiador de las ideas Arthur Lovejoy ha sido uno de los más ardientes defensores de la diversidad irreductible de los «romanticismos», destacando la diversidad de prácticas artísticas. Por el contrario, el crítico literario René Wellek planteó la tesis de la unidad fundamental del romanticismo, introduciendo la idea, ahora comúnmente aceptada, de que la cuestión de la unidad no debe plantearse a nivel de las prácticas artísticas, sino de las concepciones teóricas o filosóficas subyacentes. De hecho, parece posible mostrar que las concepciones teóricas fundamentales son las mismas para todos los movimientos románticos. La razón sería principalmente histórica: las tesis esenciales del romanticismo derivarían todas de una matriz común que no sería otra que el romanticismo de Jena, movimiento artístico e intelectual surgido hacia 1795 en la Universidad de Jena, y cuyos representantes más conocidos son los hermanos Friedrich y August Wilhelm von Schlegel, Novalis y el filósofo Friedrich Schelling, en torno a quienes se formó  el «círculo de Jena». Este grupo de intelectuales trató de desarrollar una verdadera filosofía romántica de la naturaleza (Naturphilosophie). Sus ideas se difundieron luego través de diferentes canales. En Inglaterra, por ejemplo, fueron adquiridas por Samuel Taylor Coleridge a través de Schelling; en Francia, Germaine de Staël contribuyó en gran medida a la popularización de las ideas de los hermanos Schlegel.

### ElSturm und Drangy los tres períodos del romanticismo alemán

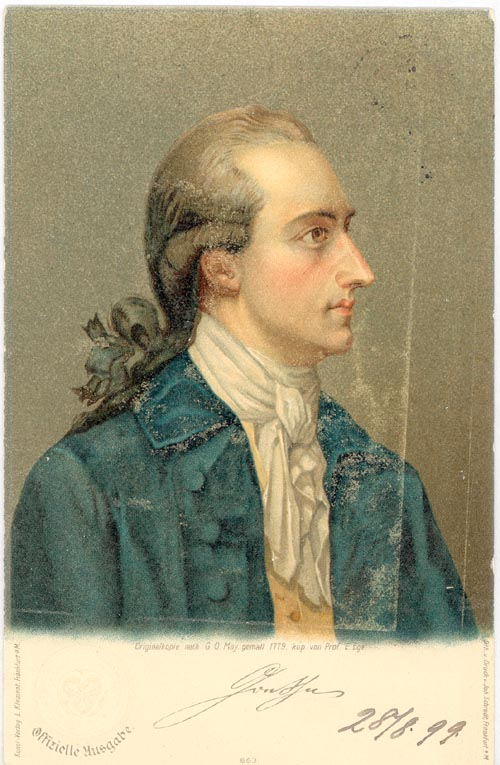
Goethe en 1779 a la edad de 30 años.

El romanticismo apareció por primera vez en Alemania como un fermento cultural, un tipo de sensibilidad característico de la época, encarnado por los dos grandes poetas y filósofos Johann Herder y Goethe. Entre las décadas de 1770 y 1780, el Sturm und Drang («Tormenta e impulso»), que inicialmente designa el título de un drama de Friedrich Maximilian Klinger, es la expresión más radical de esto. Se trata de un movimiento literario precursor de la gran carrera romántica que comenzará unos veinte años después. El arte se entiende allí como un lenguaje y se requiere que todo arte sea poético, es decir que plantee un significado simbólico. Este movimiento estaba asociado a una actitud de exaltación de la libertad y la espontaneidad, así como de rebelión contra la autoridad, las convenciones sociales y los imperativos morales. Sin embargo, solo llegó a un número limitado de individuos, siendo los más representativos escritores al margen de la sociedad alemana, como los dramaturgos Jakob Lenz y Heinrich Leopold Wagner, o el poeta Friedrich Gottlieb Klopstock. El filósofo y teólogo místico Johann Georg Hamann, cuya influencia en el pensamiento alemán, aunque clandestina, será decisiva, es a veces considerado el profeta de este movimiento, pero parece que nunca participó directamente en él. Tras la oleada prerromántica de Sturm und Drang, la influencia del movimiento encarnado por Herder, Goethe y Schiller siguió extendiéndose hasta finales del siglo XVIII. Goethe y Schiller, que habían acompañado al Sturm und Drang sin ser realmente parte de él, formaron rápidamente una nueva escuela, crítica con este primer movimiento. Fue durante la década de 1790 cuando nació esta escuela filosófica. Por lo tanto, se tiende a distinguir tres períodos dentro del romanticismo filosófico alemán propiamente dicho:

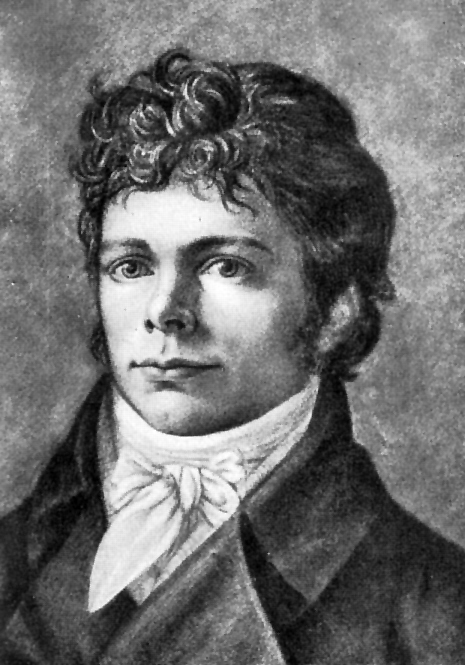
Schelling joven alrededor de 1800.

1. El primer período, entre 1797 y 1802, el más corto pero el más innovador, es el del «romanticismo temprano» ( Frühromantik ), también llamado «Romanticismo de Jena» porque se constituye esencialmente dentro de la Universidad de Jena. Reúne a los hermanos Schlegel y a los editores de la revista Athenäum, incluidos Caroline Michaëlis, esposa de Auguste Schlegel, Dorothea Veit, Ludwig y Amalie Tieck, Novalis y Schelling.
2. El segundo período, entre 1803 y 1815, se denomina comúnmente «Romanticismo de Heidelberg», y tiene como principales representantes al novelista Achim von Arnim, al poeta Clemens Brentano así como a su hermana, Bettina Brentano, al publicista Joseph Görres, al mitólogo y helenista Georg Friedrich Creuzer, a los hermanos Grimm, al jurista y teórico del derecho Friedrich Carl von Savigny, y a la poetisa Karoline von Günderode. Este movimiento, contemporáneo de la dominación napoleónica y luego de su derrota, se caracteriza con frecuencia por fuertes demandas nacionales de carácter literario, filosófico, legal, político y religioso. Contribuye a restaurar los cuentos y leyendas alemanes dándoles un significado político y de civilización.
3. El tercer período, entre 1815 (derrota de Napoleón) y la década de 1830, conocido como el «romanticismo tardío» es el del compromiso romántico con la política, la mayoría de las veces nacionalista y en oposición a los movimientos progresistas. Es también el de los desarrollos en la filosofía de la naturaleza y la psicología romántica.

## Características de la filosofía romántica
Aunque no siempre se explican como tales, los filósofos románticos se adhieren a ciertas tesis comunes, de las cuales se pueden señalar las siguientes:
- Organicismo: el mundo entero está pensado sobre el modelo del organismo vivo.
- Monismo u holismo: hay una unidad profunda del mundo en virtud de la cual cada cosa entra en comunicación con las demás, y se refiere a ella por su significado.
- Simbolismo universal: toda la naturaleza tiene un significado oculto que sólo el pensamiento simbólico puede descifrar.
- Estética: el arte debe reemplazar a la filosofía clásica como actividad de conocimiento del ser, porque sólo el arte puede captar su sentido profundo y su unidad.
- La potenciación de la imaginación, que recrea en la esfera poética (o transfigura) los elementos que toma prestados del mundo exterior.
- La lucha contra el clasicismo: al que los románticos se opusieron con una concepción histórica y culturalista del arte.

### Organicismo

#### La visión organicista y la concepción mecanicista
La cosmovisión romántica es organicista en el sentido de que interpreta el universo entero como un organismo vivo. Opone la forma orgánica que es la de la naturaleza, a la forma mecánica, producto artificial derivado del hombre. A diferencia de las máquinas, el organismo se define por su autonomía (su finalidad radica en su propia realización) y por su unidad sistemática (unidad del todo, pero diversidad de sus partes). La naturaleza es un organismo animado que busca realizarse en la unidad, ya no es un mecanismo ciego que se puede descomponer en sus diversos elementos. Para el pensador romántico, el prototipo del organismo no se encuentra en las formas sólidas de la geometría sino en el dinamismo y la fluidez de las transformaciones asociadas al crecimiento o la degeneración.
El paradigma romántico del organismo se aplica a la biología, la medicina y las demás ciencias naturales, pero también a la historia, al estudio de los pueblos y sociedades, al arte, así como a todas las actividades humanas. Contrariamente a la concepción mecanicista del mundo físico que lleva a separar las ciencias de la naturaleza y las de la mente, la visión organicista del mundo pretende mostrar los vínculos profundos y estrechos que existen entre las diversas disciplinas humanas, desde las más técnicas hasta las más profundas, las más creativas, justificando así la búsqueda de una filosofía general, sin especializaciones ni especialistas, que abarque todos los campos del saber y todos los enfoques artísticos.

#### Un pensamiento «vegetativo»

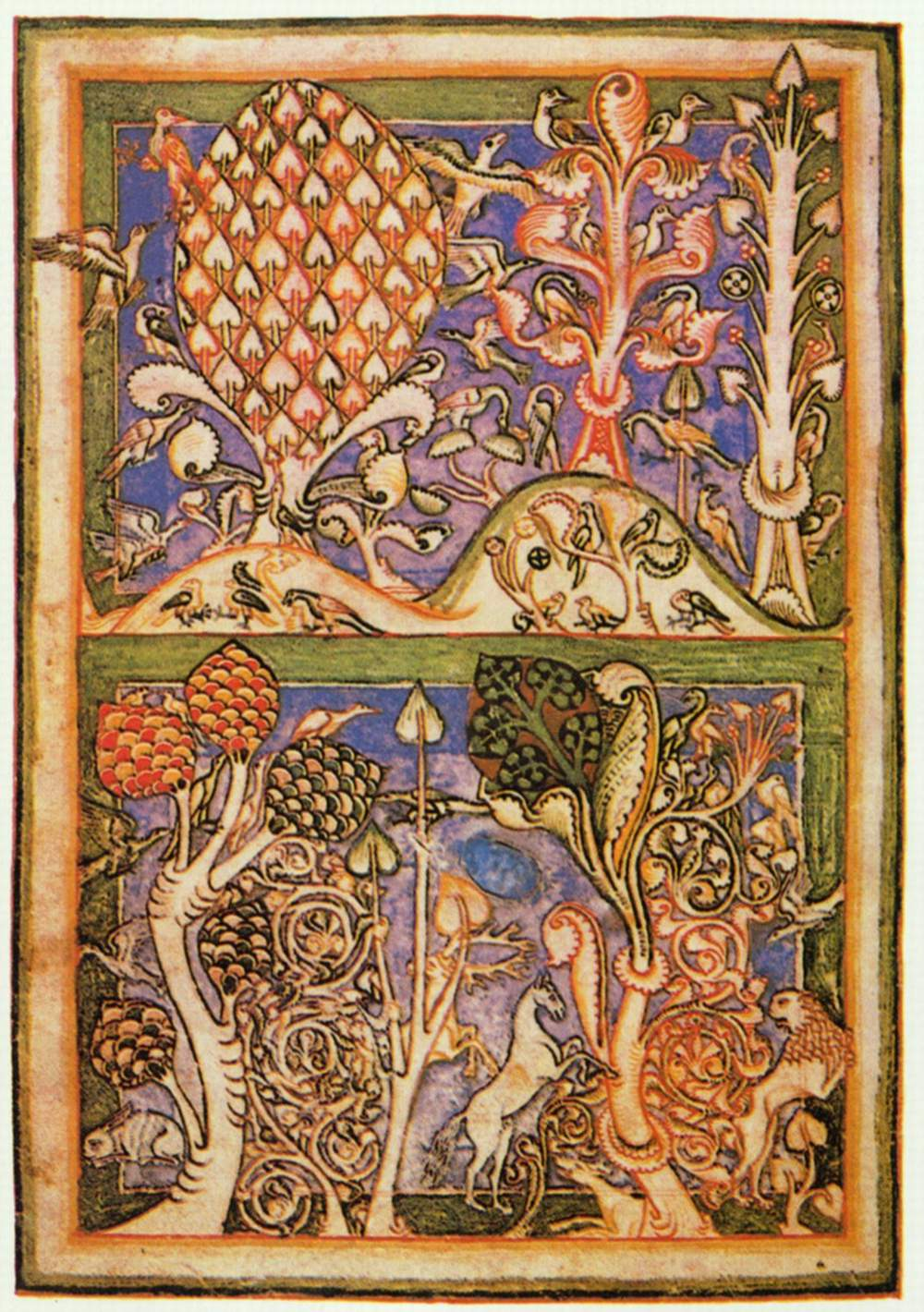
El árbol nutritivo, lleno de vida, es un motivo común en el arte medieval, cuyo tema se puede encontrar en la Biblia.

Una de las categorías fundamentales del pensamiento organicista es la del árbol. La imagen del árbol proporciona en primer lugar un esquema explicativo del dinamismo del mundo en términos de germinación y despliegue en el espacio, lo que permite hablar de un árbol genealógico en la producción histórica. Símbolo de vida, el árbol reemplaza al reloj, emblema del pensamiento mecanicista, que ve en el universo sólo un conjunto de elementos materiales ordenados por el cuidado de un técnico superior. Friedrich Schlegel, uno de los principales representantes de la corriente romántica en filosofía, desarrolló este tema de las plantas en un curso sobre La filosofía de la vida, publicado en 1828. La naturaleza, creada por Dios, no es según él el resultado final de una acción trascendente, sino que procede del desarrollo de una fuerza inmanente. A la ciencia «superficial» que identifica al Creador con el ingenioso mecánico de un gran reloj, Schlegel opone la imagen del omnisciente jardinero «quien creó los árboles y las flores que planta, y quien levantó para este propósito la buena tierra, el aire primaveral, el rocío y la lluvia, y la luz».
Para el filósofo e historiador de la ciencia Alexandre Koyré, la filosofía romántica puede en este sentido describirse como un pensamiento vegetativo que opera con categorías, o mejor dicho, con imágenes organicistas y sobre todo botánicas. Agrega que se habla de desarrollo, crecimiento, raíces, oponiendo las instituciones formadas por un crecimiento natural (natürlich gewachsen) a las que son artificialmente fabricadas (künstich gemacht), es decir que se opone la acción inconsciente e instintiva de las sociedades humanas a su acción consciente y deliberada, las tradiciones a las innovaciones, etc. El paradigma de la planta se aplica incluso cuando la presencia de vida no es evidente. Charles Nodier, escritor romántico francés, describe por ejemplo el crecimiento de cristales a partir de los gérmenes de vida contenidos en la materia mineral.

#### Organicismo en el arte
La obra de arte misma es concebida por los románticos como un organismo. De hecho, el romanticismo postula una unidad esencial entre la producción artística y la naturaleza, de modo que la organicidad atribuible a esta última también es atribuible a la obra de arte.
La forma orgánica estructura en esta perspectiva la representación estética que tenemos del mundo. Interviene en la creación, que en el fondo no es más que una reproducción espontánea del dinamismo vital inmanente del universo. Un texto literario se piensa en este sentido como un mundo perfecto caracterizado tanto por su organización interna como por el hecho de que no se rige por ninguna finalidad externa (referencial, ética, etc.). Pero el artista no es por tanto considerado un testigo pasivo de la germinación de sus obras, que nacerían en él sin su conocimiento. Si la obra es en efecto el fruto de una forma orgánica autónoma, la existencia del artista es también la expresión de un crecimiento vital que manifiesta el dinamismo biológico del universo. El arte mismo ya no se define como una actividad artificial propia del hombre: por el contrario, se convierte en la expresión en el hombre de la actividad invisible de la naturaleza.

#### Organicismo político

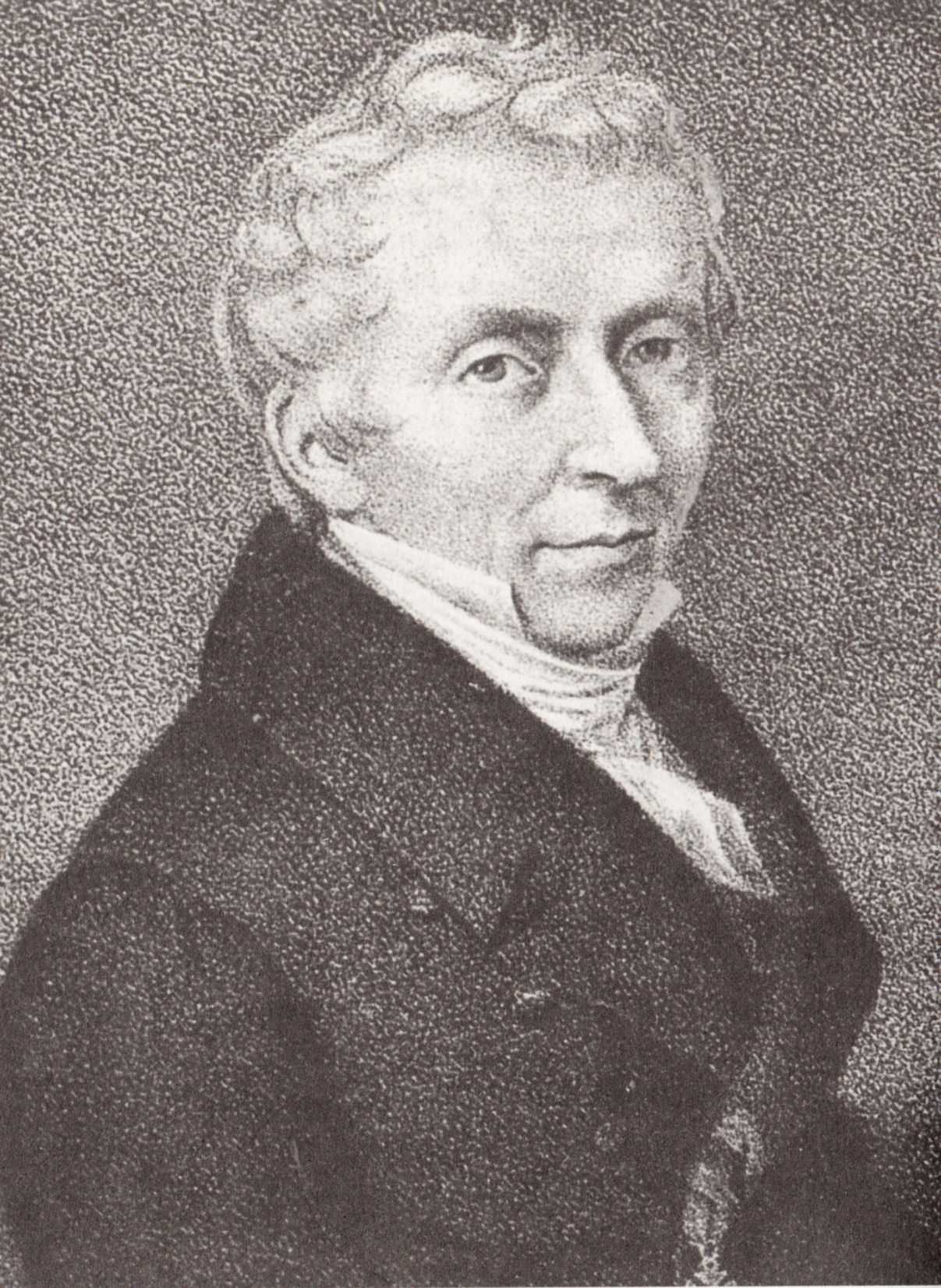
Adam Heinrich Müller alrededor de 1810.

La afirmación primaria de la mayoría de las filosofías políticas del romanticismo alemán es la del Estado «orgánico», cayendo así en lo que a veces se denomina el «organicismo político». El Estado se identifica allí con una totalidad organizada y viva. Esta visión orgánica del Estado se opone a la concepción utilitarista y contractualista que lo presenta como un artificio instrumental puesto al servicio de los miembros de la sociedad y relacionado con el saber hacer técnico en la política. Adam Müller, autor en 1809 de los Elementos del arte político, concibe en un sentido típicamente romántico la vitalidad política en estrecha relación con la vida del mundo natural considerado a sí mismo como un organismo superior. Denuncia las tres principales posiciones de los teóricos modernos del contrato social, a las que denomina «Tres errores capitales de la ciencia política moderna»:
1. El hombre es un sujeto libre, independiente de cualquier determinación externa, incluido el conjunto político.
2. El hombre es un sujeto que puede y debe pensarse y construirse fuera de cualquier determinismo histórico, del cual debe ser actor más que producto.
3. El Estado, como todos los productos del arte humano, es un instrumento artificial destinado a la utilidad de los ciudadanos.

A estos tres errores opone Müller sus tres «verdades»:
1. Naturalismo social: la sociedad, o la nación, es un organismo superior, un ser por derecho propio dotado de un espíritu («el espíritu de la gente»); la esencia del hombre está constituida por los lazos sociales, culturales e históricos de los que no podría desprenderse sin distorsionarse y alienarse a sí mismo;
2. Historicismo y relativismo de los valores: los derechos y deberes del hombre se derivan de su participación en una determinada sociedad en un momento dado de la historia; no existen derechos universales definitivamente establecidos, y los valores son siempre los de una determinada civilización;
3. Naturalismo político: «el Estado no es una organización artificial, no es una invención de los hombres destinada a la utilidad o el placer de la vida de los ciudadanos […] Se basa en la naturaleza humana»[22] y constituye el órgano principal de cualquier sociedad o nación.

Friedrich Schlegel, por su parte, en un ensayo en doce libros publicado en 1805 y titulado La evolución de la filosofía, actualiza la concepción organicista tradicional de la sociedad europea en tres órdenes: campesinos y artesanos, clérigos y eruditos, nobleza militar, cuya articulación hace referencia a la supuesta estabilidad de la sociedad medieval, considerada superior desde este punto de vista a la sociedad moderna.

### La unidad y el Todo

#### La vida del Todo

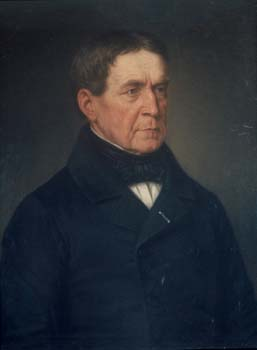
Franz Xaver von Baader, filósofo místico y físico romántico, ejercerá con Johann W. Ritter una influencia decisiva en la Naturphilosophie.

En la filosofía romántica, la naturaleza es pensada como una unidad viviente fundamental cuya multiplicidad es sólo aparente y superficial. Esta aparente multiplicidad es la de los individuos separados, pero lo que el individuo posee de realidad y de vida, lo debe a su participación en un todo unificado que es el de la vida del Todo.
«Sólo el Todo (o lo absoluto) vive —dice Franz von Baader—, y cada individuo vive sólo en proporción a su proximidad al Todo, es decir, en la medida en que un ek-stase [éxtasis] lo aleja de su individualidad».
La vida total es, pues, la única realidad viviente. Y como el mundo inorgánico, sin vida, es la consecuencia de una visión fragmentada e ilusoria del mundo, la vida total es también la única realidad que hay (equivalencia entre vida, totalidad y realidad). La vida contiene en sí misma un principio de organicidad que explica tanto la unidad primordial del ser (fundamento de la realidad) como la multiplicidad de los seres considerados separadamente del todo.
Intuida en el tiempo, la naturaleza aparece entonces como un ciclo infinito donde cada entidad individual nace y muere, y sólo tiene sentido a través de su subordinación al Todo. Aprehendida en el espacio, la naturaleza abarca todos los fenómenos, cada uno de los cuales es sólo un reflejo o una manifestación de la vida total. Además, bajo la influencia de las teorías sobre la electricidad animal, los físicos románticos identificarán la vida con una especie de circuito cósmico, donde, como afirma Johann Ritter, «los organismos individuales son sólo puntos de parada que interrumpen la corriente para intensificarla». En este gran sistema dinámico, el nacimiento y la muerte son los términos extremos de un «trabajo continuo de asimilación y desasimilación» que restablece constantemente «el circuito interrumpido y drena la corriente». No hay pues muerte verdadera, siendo la muerte sólo el paso de la vida de un ser a otro considerado desde el punto de vista limitado e ilusorio del individuo.

#### La unión mística
La percepción romántica de la unidad del mundo se aplica, por supuesto, al mundo exterior, pero tiene su origen en una experiencia enteramente interior y propiamente religiosa. Este punto de partida es el de los místicos de todos los tiempos y escuelas, para quienes el punto primitivo es la unidad divina, de la que se sienten excluidos y a la que aspiran a volver por la vía de la «unión mística». Esta unión se manifiesta en las diversas formas del éxtasis superior de los místicos o, en el otro polo del espíritu, en el sueño profundo y la exploración del inconsciente.
Los pensadores románticos, tanto naturalistas como místicos, buscan explicar el proceso mismo del devenir cósmico como el camino de regreso a la unidad perdida, y para hacerlo recurren a mitos, todos inspirados en la idea de la caída original. Retomando los temas de Hamann y los mitos ocultistas, incluso otorgan al hombre poder sobre el futuro de la naturaleza, recordando que la historia del mundo comenzó con una edad de oro cuando el hombre tenía poderes mágicos mucho más extensos que los disponibles actualmente. Si logra nuevamente alcanzar lo divino con sus ciencias y sus artes mágicas, entonces volverá a ser el rey que él fue en el origen.
Según los románticos, salvándose así a sí mismo por la unión mística, el hombre se convierte en el agente de la reintegración de todas las cosas, en el «redentor de la naturaleza».

#### La caída original y la unidad redescubierta
Para el pensador romántico, la existencia separada es un mal que tiene su origen en un error fundamental, una falta primordial o un pecado original, que destruyó la primera armonía, y que, según Franz von Baader, por ejemplo, explica el estado violento en que ahora se encuentra la naturaleza, y la lucha allí entre tendencias opuestas. El mito de la caída se convierte entonces en un elemento central de la filosofía romántica. En el marco de este mito se explica no sólo la historia de la humanidad en su conjunto y la de nuestra vida individual, sino la historia de las especies animales y de toda la naturaleza: en cada cosa vive secretamente un germen de la unidad perdida y futura, al mismo tiempo que principio de individuación y de separación. Pero como sólo la unidad es real, la marcha de la vida hacia la reintegración es inevitable. La historia universal y el devenir, por lo tanto, sólo representan un estado intermedio entre la unidad original y la unidad redescubierta.
Este germen de unidad original está presente en el hombre más que en cualquier otro tipo de ser, especialmente en el fondo de su mente donde reside su inconsciente. Debe, por tanto, descender hacia dentro de sí mismo para encontrar allí los vestigios que, en el amor, el lenguaje, la poesía, en todas las imágenes del inconsciente y en los mitos y símbolos, puedan recordarle todavía sus orígenes donde era uno con la naturaleza y Dios. El hombre debe también redescubrir en la naturaleza misma todo aquello que despierta en su mente la imagen de una semejanza entre ella y él mismo, llevándolo así a la idea de una profunda identidad entre el microcosmos y el macrocosmos. Por medio de analogías, el pensador romántico busca así en la naturaleza y en sí mismo los signos de la unidad perdida.

### Significado universal y pensamiento simbólico
Los filósofos románticos tratan de alcanzar, más allá de la multiplicidad de las apariencias, la unidad profunda del ser. Si, para ellos, la poesía o las matemáticas, la imaginación espontánea o la introspección («sentido interno») tienen un valor privilegiado, es que ven en ellos los diversos medios a nuestra disposición para entrar en comunicación con el universo divino. Todas estas formas de acceder a lo divino tienen en común que se basan en el pensamiento simbólico y su poder de significado.
El poder de significación del pensamiento mismo encuentra su origen en la existencia en el hombre de un «significado universal». El hombre-microcosmo comenzó por ser un organismo perfecto, dotado de un solo medio de percepción, que se llama el «sentido interno" y que se fusionó con el significado universal. Según la tesis ocultista en la que se basan los románticos, este sentido conocía el universo por analogía: el hombre, siendo todavía semejante a la naturaleza armoniosa, no tenía más que sumergirse en la contemplación de sí mismo para alcanzar la realidad de la que era el puro reflejo. Incluso ahora, este significado subsiste en nosotros, ciertamente en un estado fragmentario o en una forma borrosa, pero es a él a lo que debemos descender si queremos llegar al conocimiento verdadero.
El significado universal es análogo a la fuerza dinámica del universo, cuyo magnetismo ( terrestre o "animal") fue, según los románticos, una de las pruebas de su existencia. Los diversos significados del mundo provienen de este significado universal presente en nosotros, y cuando estos significados no se pueden captar, debemos redescubrirlos en lo más profundo de nuestra mente. Es, pues, apartándose de nuestra conciencia racional, que divide y fragmenta nuestras representaciones, y dejando hablar a nuestro inconsciente, cuya base es común a la de los demás elementos de la naturaleza, que se constituye el pensamiento simbólico. Es entonces el modo de pensar más auténtico, el único que nos deja entrever la verdadera unidad del mundo.

### Estética

#### Alcance del significado simbólico
De acuerdo con la visión romántica, lo absoluto no puede ser alcanzado por la discursividad lógica, sino solo a través de significados simbólicos. Éstos tienen un alcance ontológico mucho mayor que las representaciones fragmentarias de las ciencias empíricas, ya que su poder evocador no conoce límites. Nos permiten acceder al Infinito desde la experiencia que tenemos del mundo, al despertar en nosotros nuestro «significado universal». El símbolo se define o interpreta en esta perspectiva como la fusión de lo universal y lo particular en una imagen:
«El verdadero símbolo —así afirma Goethe— es aquel en que lo particular representa lo universal, no como un sueño o una sombra, sino como una revelación viva e instantánea de lo inexplorable».
La imaginación misma se interpreta como una facultad estética que produce imágenes significativas. La obra de arte resulta enteramente de la actividad creativa de la imaginación que transfigura los elementos que toma prestados del mundo exterior en un sentido poético en el que se revela su significado profundo. La poesía, ciencia y arte del simbolismo juegan un papel paradigmático en esta teoría estética, y todo arte debe ser poético, es decir, proponer un significado simbólico.

#### La superioridad del arte
En el pensamiento romántico, el arte y las producciones simbólicas deben reemplazar a la filosofía como actividad cuya finalidad es entablar la relación con el ser del hombre. Por lo tanto, a veces se ha hecho referencia al romanticismo como «religión del arte». Con Hegel, los románticos alemanes percibieron y aceptaron la autonomía del arte frente a la religión y la filosofía, pero a diferencia de Hegel, no pensaron que esta autonomía significara la pérdida de significado religioso o filosófico. Ven en él, más bien, el reconocimiento de una superioridad del arte, eminentemente de la poesía, sobre la religión y la filosofía mismas, tema desarrollado por los hermanos Schlegel y Novalis desde la época de Jena.Siguiendo a Hamann y Herder en esto, consideran que el arte es la actividad primordial del hombre, tanto en su valor espiritual como desde el punto de vista histórico, como actividad «primitiva», «prehistórica» o «nativa» (desde antes de la caída).
Con respecto a la poesía en particular, Friedrich Schlegel afirma en un fragmento del Athenaeum (Fragmento 131) que «el poeta tiene poco que aprender del filósofo, quien tiene mucho que aprender de ella». Para él, como para el conjunto de los románticos alemanes, la naturaleza exterior está íntimamente relacionada con la interior del espíritu humano, y la poesía, en el sentido de lengua original, permite unir estos dos polos del universo. De este modo, «la poesía está dotada de una nobleza superior y vuelve a ser al final lo que era al principio: el preceptor de la humanidad. Porque ya no hay más filosofía, ni más historia, sólo la poesía sobrevivirá a todas las demás ciencias y a todas las demás artes».

#### La poesía como «género universal»
La originalidad de la concepción romántica de la poesía radica en que la identifica con un «género» universal que reúne todos los géneros, y que constituye la verdadera filosofía. Según Friedrich Schlegel, cuatro rasgos emergen de esta unidad de lo poético y lo filosófico: la buscada universalidad, la infinita progresividad del conocimiento, la mezcla de diferentes géneros, la fusión de poesía y vida. Este último rasgo se refiere a la relación de la poesía con la vida ordinaria y popular, en la que debe mezclarse.
Las expresiones «género romántico» o «poesía romántica» acabarán designando así en Schlegel la esencia misma de toda actividad poética. El romanticismo adquiere entonces un sentido verdaderamente universal, en el que quedan abolidas todas las antinomias anteriores: la herderiana de la antigüedad y la modernidad, la de la prosa y el verso, la de la ciencia y la poesía. Así lo expresa Schlegel en el fragmento 116 del Athenaeum:
«La poesía romántica es una poesía progresiva universal. No solo pretende reunir todos los géneros separados de poesía y unir poesía, filosofía y retórica. Ella también quiere y debe a veces mezclar y a veces fundir poesía y prosa, genio y crítica, poesía del arte y poesía natural, para hacer poética la poesía viva y social, la sociedad y la vida […]».
Schlegel también insiste en la elaboración subjetiva de la poesía, ya que es una exploración de los territorios de la imaginación. Por su parte, eligiendo el camino inverso que va del interior del espíritu a la naturaleza exterior, Novalis se propone formar un mundo poético a su alrededor para vivir en poesía, para penetrar en lo que primero se nos aparece exterior. Se trata de soñar el mundo en todos sus aspectos naturales y comprenderlo en su correspondencia armónica con el espíritu.

### La valorización de la imaginación
Según los románticos, la obra de arte misma resulta enteramente de la actividad creadora de la imaginación, que no sólo refleja el mundo empírico existente (mundo de las apariencias) sino que recrea un mundo de significados simbólicos. Así considerada, la obra artística suprime el dualismo que reina en el mundo sensible entre la interioridad subjetiva y la exterioridad de los objetos, convirtiéndose a la vez en expresión de la subjetividad y manifestación sensorial de la objetividad. Ella revela en sus imágenes la esencia única del ser o la vida del mundo. Tal revelación sólo es posible gracias al poder de la imaginación que, como afirma Charles Baudelaire en sus reflexiones sobre L'Art Philosophique, crea «una magia sugerente que contiene tanto objeto como sujeto, el mundo exterior al artista y al propio artista».
El predominio de la imaginación en la actividad filosófica implica tanto la promoción de la «personalidad artística» y de la «creatividad», como el rechazo de las normas y reglas estéticas establecidas por la tradición o la razón.

### Oposición al clasicismo
El romanticismo se percibe comúnmente como un movimiento anticlasicista. Incluso es práctica común oponer romanticismo y clasicismo como dos expresiones antitéticas de la creación artística. Ahora bien, la oposición romántica al clasicismo es una de las consecuencias de la concepción profundamente histórica del arte desarrollada por los pensadores románticos, concepción que a su vez encuentra su fundamento en la definición filosófica y religiosa del arte como autorrealización de lo absoluto en la historia, y como borrar la división entre el hombre y lo divino con el tiempo. El dinamismo artístico se identifica en esta perspectiva con un retorno nostálgico del espíritu al seno de la naturaleza, y ya no con una sublimación de la naturaleza por el espíritu.
El romanticismo filosófico retoma, en sentido estético, la concepción kantiana de la infinitud de la «idea», introduciendo al mismo tiempo la visión de un mundo infinito cuyo desarrollo es estético, y que sólo se realizará plenamente al final de la historia mediante la reintegración de todas las cosas en la unidad original. Esta concepción histórica del arte, y más aún de la naturaleza, entraba en contradicción con el pensamiento clásico que se había desarrollado en Francia durante un siglo desde mediados del siglo XVII, y que se basaba en la idea de que existían normas estéticas inmutables y leyes naturales dadas de una vez por todas por la voluntad racional de Dios.

## Filosofía romántica de la naturaleza

### Un acercamiento intuitivo, cualitativo y global a la naturaleza
La filosofía romántica de la naturaleza, o Naturphilosophie, es un estudio de la naturaleza con carácter poético, religioso y científico, que se basa en un acercamiento intuitivo a la realidad, y que rehabilita los mitos y el simbolismo analógico. Friedrich Schelling fue el primero en establecer el concepto, inspirado en el médico y filósofo Carl A. Eschenmayer. Los naturalistas Heinrich Steffens, von Schubert, Lorenz Oken, Carl Gustav Carus, se encuentran entre los grandes representantes de este movimiento, junto con Goethe, quien encontró en la lectura de estos autores una confirmación de sus propias reflexiones. La naturaleza se les aparece a todos como un texto que sólo puede ser descifrado a la luz de correspondencias, analogías y símbolos.
Fue en un contexto de oposición a las representaciones mecanicistas y abstractas de la naturaleza que la Natuphilosophy de los eruditos románticos se formó gradualmente a finales de los siglos XVIII y XIX. A diferencia del materialismo mecanicista y el empirismo «fragmentario», la Naturphilosophie revaloriza una visión global, intuitiva y cualitativa de la naturaleza. Ella está en busca de una unidad de naturaleza y espíritu, y de una ciencia total: la ciencia, la poesía y la filosofía, por lo tanto, se asocian con mayor frecuencia con él. El sentimiento, la imaginación y la intuición no se separan de la especulación o de lo que Schelling llama «la construcción de la naturaleza».
En su Diccionario filosófico (Philosophisches Wörterbuch) de 1934, el filósofo y naturalista Heinrich Schmidt, miembro destacado de la «liga monista alemana», define así la Naturphilosophie en una perspectiva monista como un intento de comprensión general de la naturaleza:
«[Se refiere a] todos los intentos filosóficos de interpretar y explicar la naturaleza, ya sea directamente a partir de la vida de la naturaleza, o con la ayuda del conocimiento fundamental de las ciencias de la naturaleza, con miras a una concepción global y unificación de todo nuestro conocimiento de la naturaleza […]».
Hacia fines siglo XIX, los teóricos del monismo, como el filósofo Eduard von Hartmann o el biólogo Ernst Haeckel, tomaron de la Naturphilosophie su concepción organicista y dinámica del universo, así como su proyecto de integración de las diversas ciencias dentro de un conocimiento común. Estos dos aspectos de la Naturphilosophie también se encontrarán en el siglo XX en diferentes corrientes de pensamiento asociadas al holismo.

### La integración de la ciencia
Siguiendo una tradición que se remontaba a Paracelso, filósofo y médico del Renacimiento, los eruditos románticos (médicos, químicos, físicos, geólogos, ingenieros) se esforzaron por encontrar la confirmación de sus intuiciones en sus experimentos. En el siglo XVIII ya se había emprendido, y logrado en gran medida, una vasta descripción del universo, en un contexto intelectual marcado por el racionalismo y el empirismo. Sin embargo, fueron los propios descubrimientos de la ciencia, algunos de los cuales parecían prodigiosos (electricidad, polaridad magnética, vida celular, etc.), los que crearon una verdadera locura romántica por las ciencias naturales. Basados en el método analógico de comparación e identificación de las estructuras comunes entre los seres, los filósofos románticos de la naturaleza llegarían incluso a transponer los descubrimientos de las ciencias naturales al dominio psicológico.
Es primero en la nueva química en donde los físicos románticos creen encontrar la confirmación de la unidad fundamental del mundo que defienden.Aunque esta ciencia primero cedió a las interpretaciones de un atomismo mecánico, y también se liberó de la alquimia y de las ciencias esotéricas apreciadas por los ocultistas y prerrománticos (Saint-Martin, Hamann), el descubrimiento del oxígeno por Joseph Priestley les pareció demostrar que el mismo elemento vital gobierna el mundo orgánico y el mundo inorgánico. Principio activo de la combustión como de la vida humana, el oxígeno se consideró entonces el nexo que los filósofos buscaban entre estos dos mundos aparentemente separados.
En física, fueron los trabajos de Luigi Galvani sobre la electricidad y más aún los experimentos magnéticos de Franz-Anton Mesmer los que despertaron entusiasmo, incluso más allá de los círculos románticos. Mesmer popularizó la noción de magnetismo usándolo con fines supuestamente terapéuticos en curas magnéticas, que supuestamente aliviaban ciertos desequilibrios mentales. Los filósofos naturales interpretan estos fenómenos como prueba de la existencia de la misma fuerza que actúa sobre la mente y la materia, lo que haría posible explicar todo el universo mediante un solo proceso, idéntico en todas partes.
En la geología se planteó la confrontación entre dos interpretaciones románticas del origen de la Tierra: los neptunistas que sostenían el origen marino de las tierras actuales, y los plutonianos que defendían su origen volcánico. Pero tanto los neptunistas como los plutonianos concordaban en la creencia de la existencia de la misma ley de formación que preside todas las creaciones del mundo terrestre. El director de la Academia de Freiberg, Abraham Gottlob Werner, que tuvo como alumnos a los naturphilosophen Baader, Steffens, Novalis y von Schubert, llegó a enseñar que «debe haber habido una conexión profunda, aunque apenas aparente, una analogía secreta, entre la ciencia gramatical de la palabra, esta mineralogía del lenguaje, y la estructura interna de la naturaleza».
Transpuesto a las ciencias médicas, incluidas las del «alma», los nuevos datos científicos permitieron a los médicos y psicólogos románticos esbozar terapias que a menudo se consideran hoy como charlatanería. Para ellos, lo que es verdad de la naturaleza debe ser verdad del hombre, ya que entre ambos no sólo existe una estrecha relación o una simple semejanza, sino una identidad esencial. Las analogías entre la estructura del organismo humano y la del cosmos se multiplicaron entonces, y los médicos románticos pretendieron regular sobre estas analogías la aplicación de numerosos remedios. Con motivo de la «curas simpáticas», incluso reaparece el vocabulario de los eruditos esotéricos y los magos renacentistas, acentuando aún más la incomprensión mutua entre los eruditos románticos por un lado, y los representantes del positivismo (empíricos y racionales), por otro lado.

### La analogía del todo y su parte
La filosofía de la naturaleza se presenta primero como un estudio de la vida basado en el examen de semejanzas y analogías. La analogía del microcosmos y el macrocosmos no es una simple imagen del espíritu, sino la manifestación objetiva de la presencia del todo en cada cosa: cada parte de un organismo es de hecho similar, en su estructura interna, al organismo completo. El mundo se interpreta así como un organismo en sí mismo hecho de organismos. El orden supuestamente lógico de la sinécdoque (relación recíproca de la parte y el todo) tiende entonces a sustituir en la filosofía de la naturaleza al orden metafórico de la semejanza, característico del romanticismo.
A esta primera analogía, que se basa en correspondencias entre estructuras, se añade la de ritmos de transformación. Parte de una concepción dinámica de la vida considerada como un principio universal que se manifiesta tanto en las transformaciones del cosmos como en el más tenue de los crecimientos orgánicos como afirma Carl Gustav Carus. Entre el todo de toda la naturaleza, y sus partes, existe una relación analógica que manifiesta las correspondencias rítmicas entre el universo y nuestra vida interior. Para Carus, en particular, el ritmo de los períodos que caracterizan la vida de los cuerpos celestes en una escala inmensa «se refleja en la existencia de los átomos más pequeños de nuestra propia vida interior». La cuestión del «elemento primordial» en el orden de la constitución del cuerpo llega así a la del origen y engendramiento de las formas. En este sentido, los filósofos naturales desarrollan todo tipo de concepciones biológicas donde la parte (hoja, anillo, vértebra, vesícula, célula, etc.) genera el todo.
Varias teorías o temas se desarrollan a partir de estos dos tipos de analogías:
- La «teoría analógica» en Étienne Geoffroy Saint-Hilaire;
- La «teoría de la recapitulación» en Carl Friedrich Kielmeyer;
- La tesis de la continuidad morfológica bajo modificaciones estructurales en Goethe y Oken;
- El concepto de orden mundial reproduciendo el orden del cuerpo en Schelling, Oken y Treviranus;
- El tema de la semejanza de los segmentos orgánicos en Moquin-Tandon, Dugès, Carus;
- El tema de la semejanza de la cabeza y la flor en Johann Baptist von Spix;
- La clasificación alternativa del reino animal, de nuevo en Spix, según el orden de composición del organismo.

Todas estas concepciones conducen a construir un prototipo (físico o biológico), un arquetipo, como la planta primordial (Urpflanze) de Goethe, a partir de los cuales se realizan, por modificaciones evolutivas, todos los tipos biológicos posteriores. El modelo del anélido como repetición segmentaria del mismo elemento primario ejerció así una atracción duradera sobre todos los filósofos de la naturaleza.

### La unidad primordial y el alma universal
El concepto de un animal-universal desarrollado dentro de la filosofía de la naturaleza revive la idea neoplatónica de un alma del mundo, o alma universal, como principio espiritual de todas las cosas, del cual las almas individuales son emanaciones o aspectos. El alma universal designa la unidad indivisible de la naturaleza considerada en su aspecto productivo. Esta alma es la única fuente de la que emanan tanto la realidad espiritual como el cosmos, y donde estos dos aspectos de la realidad se fusionan. Se identifica en este sentido con la unidad primordial del mundo del que han venido todas las cosas y al que todas volverán.
La filosofía de la naturaleza se opone así al dualismo de mente y cuerpo. Solo hay una realidad para ella: el principio viviente del alma universal de la cual todo lo demás es una manifestación. Como toda la naturaleza está animada por la misma alma, no hay materia inerte que se oponga al espíritu. Ambos pertenecen a la misma unidad esencial. Sólo el pensamiento puede separar de manera abstracta y artificial la mente del cuerpo. Los filósofos de la naturaleza también rechazan por ello cualquier dualismo entre un principio creador (Dios) y una naturaleza creada ex nihilo (de la nada), es decir, la idea de la trascendencia absoluta. La naturaleza no es creada desde fuera, por la acción de una fuerza trascendente, sino engendrada desde dentro.
Las fuerzas de la naturaleza se asimilan a la actividad inconsciente de esta alma que se vuelve consciente en la mente humana. Carl Gustav Carus define el Inconsciente en este sentido como «la expresión subjetiva que designa lo que objetivamente conocemos bajo el nombre de naturaleza». Bajo la influencia de los descubrimientos sobre el magnetismo, la naturaleza también se identifica con una sola fuerza que se llama «simpatía», y que permite concebir los procesos psíquicos sobre el modelo magnético de atracción y repulsión. Se atribuye así a todos los fenómenos vitales una forma de polarización (en el sentido de polo magnético) como a los fenómenos físicos, y como esta polarización se repite indefinidamente, el organismo, mientras se desarrolla, no hace más que repetirse a sí mismo.

## Filosofía del inconsciente
La noción del inconsciente no era desconocida en la época en que los pensadores románticos desarrollaron la noción del mismo. Desempeñaba un papel importante en Leibniz, y siguiéndolo, el filósofo prerromántico Herder lo describe como una región oscura y peligrosa de la mente, cerrada a nuestra investigación consciente por «una medida sabia de la naturaleza maternal». Pero es sólo con los románticos que adquiere un valor principal y un significado equivalente al de Grund (antecedentes originales del ser).

### Los precursores: Ritter y Schubert
En la frontera de las ciencias naturales y las ciencias de la mente emerge dentro del movimiento romántico una filosofía del sueño y del inconsciente. En efecto, el dominio del inconsciente y del sueño debe constituir la base común de los fenómenos psíquicos humanos y los fenómenos naturales que ocurren en el mundo exterior. Es explorado extensamente por varios pensadores románticos como Ignaz Paul Vital Troxler, Gotthilf Heinrich von Schubert y Carl Gustav Carus. Johann Wilhelm Ritter es, sin embargo, un pionero, destacando la importancia de los pensamientos, las imágenes e incluso la escritura dictada por el pensamiento inconsciente, a la que comienza llamando «conciencia pasiva». Sus concepciones estaban inspiradas en los recientes descubrimientos realizados sobre la corriente eléctrica y el magnetismo, que se supone que atestiguaban tanto la unidad de fuerzas como la relación dual entre positivo y negativo. En 1807, en una carta a Franz von Baader, afirmó:
«Creo haber hecho un descubrimiento importante, el de la conciencia pasiva, de lo involuntario […] Todo el mundo lleva dentro de sí su sonámbulo del que es magnetizador».
En su Simbólica de los sueños, G. H. von Schubert no está lejos de anticipar la interpretación freudiana del sueño como satisfacción disfrazada de un deseo que las limitaciones del estado de vigilia conducen a reprimir. Señala, y de hecho subraya, que más allá de la aparente inconsistencia de las representaciones psíquicas durante los sueños, una de las formas de interpretar los símbolos oníricos de manera fructífera se basa en la siguiente hipótesis: los placeres diurnos demasiado vivos de un día son contradichos por la noche por sueños de dolor y angustia, y, a la inversa, los dolores del día son compensados por sueños de placer. Sus teorías sobre los sueños se enmarcan en una perspectiva propia de la filosofía de la naturaleza que enfatiza la tensión de lo diurno y lo nocturno en los fenómenos naturales. La dualidad psíquica entre el sueño y la vigilia es para él sólo un caso particular de la aparente dualidad entre el cuerpo y el espíritu, entre el «interior» y el «exterior»:
«De las dos caras de Jano de nuestra naturaleza dual, una parece siempre reír cuando la otra llora, una parece adormecerse y ya no hablar sino en sueños cuando la otra llora, una parece adormecerse y no hablar más que en sueños cuando la otra está más despierta y habla en voz alta […] Cuanto más el hombre exterior se permite vivir con energía robusta, más el otro, impotente, se retira al mundo imaginado de sentimientos oscuros y sueños; pero cuanto más vigoroso crece el hombre interior, más se marchita el hombre exterior».
Esta interpretación bipolar de la relación entre el sueño y la vigilia se hace eco de la teoría de magnetismo animal que postula la existencia en el mundo de dos fuerzas orientadas en direcciones opuestas cuyo equilibrio psíquico manifiesta tanto tensión como armonía, armonía que el trastorno mental llega a romper. Las fuerzas orientadas hacia el exterior serían las fuerzas conscientes de la vigilia y el día, mientras que las orientadas hacia el interior serían las fuerzas inconscientes del sueño y la noche, dos tendencias opuestas que se complementan por compensación.

### El inconsciente carusiano
Carl Gustav Carus, pintor romántico y médico, conocido principalmente en el campo científico por sus investigaciones sobre la psicología animal, es el primer teórico del inconsciente, al que llama de esa forma (Unbewusste) y que concibe dentro de un marco conceptual romántico. Sus Lecciones de psicología (Vorlesungen über Psychologie, 1831) marcan el nacimiento de una concepción psicosomática del hombre y la enfermedad. En 1846 publicó una obra titulada Psyché  que constituye uno de los primeros intentos de construir una teoría de la vida psicológica del inconsciente, generalizada a todos los aspectos de la vida psíquica y orgánica. La noción de organismo está en el centro de su filosofía, que relaciona con su noción de Dios. Pretende partir, no de los elementos disociados por el análisis, sino del todo orgánico, porque según él sólo existe la unidad total. En su filosofía, el inconsciente permanece en sí mismo indefinible, pero podemos inducir algunas de sus características identificando sus manifestaciones en un alma que ha alcanzado la conciencia.
Carus distingue en este sentido  el «inconsciente absoluto», cuyos contenidos son y permanecerán inaccesibles a la luz de la conciencia, y un «inconsciente relativo», donde los contenidos de la conciencia se vuelven a sumergir después de un descuido, un hábito tomado, o durante un ejercicio mecánico (automatismo). Según Carus, la experiencia demuestra que el paso al inconsciente relativo de ciertos contenidos conscientes constituye una etapa esencial de la educación. El inconsciente absoluto, omnipresente en la naturaleza, lleva la prefiguración de las formas esenciales de la conciencia. Es propiamente inaccesible para el yo o el individuo, pero una vez quebradas las fronteras individuales del yo, el ser se comunica con el gran Inconsciente, fuente de toda vida, y «una relación más vívida con toda la naturaleza» acontece entonces. El presentimiento y los sueños proféticos se explican así por nuestra íntima inserción en la vida universal, cuando nos dejamos afectar por nuestra sensibilidad o cuando estamos sumidos en el sueño.

### El inconsciente romántico y elGrund
De acuerdo a los románticos, el inconsciente es la raíz misma del ser humano, su punto de inserción en el vasto proceso del mundo. Su existencia se postula a partir de las siguientes dos ideas:
1. El alma humana es el lugar de nuestra semejanza y nuestro contacto con el organismo universal.
2. El alma consciente nos encierra en nuestra individualidad, porque resulta de la separación original.

Por lo tanto, debe existir otra región del alma humana además de la de la conciencia, una región a través de la cual la prisión de la existencia individual se abre a la realidad. El inconsciente designa ese lugar dentro del cual solo nosotros podemos alcanzar la realidad del universo. Lo que las facultades de nuestro ser consciente —sentido y razón— conocen como realidad objetiva no puede ser lo real. Es por el contrario en el silencio de estas facultades, en el desvanecimiento de la razón y la ceguera de los sentidos, que podemos acercarnos al verdadero conocimiento, que es un conocimiento inconsciente, una profunda intuición del mundo que exalta la inspiración estética o mística.
El Inconsciente de los románticos se identifica en este sentido con el Grund—fondo, substrato o fundamento del alma—, noción forjada por místicos medievales alemanes como el Maestro Eckhart y retomada por los románticos de habla alemana para designar el fondo o el fundamento imperceptible de las cosas. Aunque constituye sólo una parte de nuestro ser individual (la parte inconsciente), el Grund es en nosotros lo que se comunica con el todo, y de donde descienden nuevamente las imágenes y las ideas que olvidamos. Es también de allí que surgen nuestras acciones que aparecen a la conciencia y que surgen nuestras inspiraciones.

### Filosofía general
- Franz Xaver von Baader, in Eugène Susini (dir.), Lettres inédites de Franz von Baader, tome 1, Paris, Vrin, 1942 ; tome 2-3, Vienne, Herder, 1951 ; tome 4, Paris, PUF, 1967 ; " Nouvelles lettres inédites de Franz von Baader ", Études germaniques, 24 (1969), p. 62-82.
- Georg Philipp Friedrich Freiherr von Hardenberg, dit Novalis, L'Encyclopédie – Notes et fragments (1798-1801), Paris, Minuit, 1968.
- Eduard de Hartmann, Phénoménologie de l'Inconscient (premier tome de la Philosophie de l'Inconscient), tr. fr. D. Nolen, Paris, librairie Germer Baillère et Cie, 1877 : texte en ligne ; Métaphysique de l'Inconscient (second tome de la Philosophie de l'Inconscient), tr. fr. D. Nolen, Paris, librairie Germer Baillère et Cie, 1877 : texte en ligne.
- Johann Gottfried von Herder, Une autre philosophie de l'histoire (1774), traduit de l'allemand par M. Rouché, Paris, Aubier-Montaigne, 1943 ; Idées sur la philosophie de l'histoire de l'humanité (1791), tr. fr. E. Quinet, Paris, Presses-Pocket, 1991.
- Wilhelm von Humboldt, La tâche de l'historien (1821), Lille, PUF de Lille, 1985.
- Friedrich Schelling, Le plus ancien programme de l'idéalisme allemand (Das älteste Systemprogramm des deutschen Idealismus, oct. 1795 ?), coécrit avec Hölderlin, ou rédigé par Hegel, découvert en 1917 par Rosenzweig : texte en ligne Archivado el 22 de diciembre de 2017 en Wayback Machine. ; Essais, Paris, Aubier, 1946 ; Œuvres  métaphysiques (1805-1821), Paris, Gallimard, 1980.

### Naturphilosophie
- Jacques-François de Chastenet de Puységur, Recherches, expériences et observations physiologiques sur l'homme dans l'état du somnambulisme naturel, et dans le somnambulisme provoqué par l'acte magnétique, Paris, J.-G. Dentu, 1811.
- Johann Wolfgang von Goethe, La métamorphose des plantes, et autres récits botaniques (1790), Paris, Triades, 2013 ; Traité des couleurs (1808-1823), tr. fr. Henriette Bideau, Paris, Triades, 1973, 1975 ; 2e édition augmentée (accompagnée de trois essais théoriques de Goethe) : 1980 ;  édition revue : 1983, 1986.
- Lorenz Okenfuss, dit Oken, La génération (1805), traduction et commentaire par Stéphane Schmitt, Paris, Honoré Champion, 2017.
- Johann Christian Reil, Rhapsodies sur l'emploi d'une méthode de cure psychique dans les dérangements de l'esprit (1803), traduction française par Marc Géraud, Champ social, 2006.
- Johann Wilhelm Ritter, Fragments posthumes tirés des papiers d'un jeune physicien (1810), traduit de l'allemand par Claude Maillard, Premières Pierres, 2001.
- Friedrich Schelling, Idées pour une philosophie de la nature (1797), Extraits, Paris, Ellipses, 2000 (Premier essai de " philosophie de la nature.") ; De l'Âme du monde (1798), Paris, Rue d'Ulm, 2007 (livre fondateur de la philosophie de la nature) ; Introduction à l'Esquisse d'un système de philosophie de la nature (1799), Paris, Livre de Poche, 2001.
- Gotthilf Heinrich von Schubert, La symbolique du rêve (1814), Paris, Albin Michel, 1982.